# زانو (تیکاره)
زانو شهری در شهرستان تیکاره در استان بام در بورکینافاسوی شمالی است و جمعیت آن ۹۱۷ نفر است.